# Вірус гепатиту A
Вірус гепатиту A (англ. Hepatitis A virus / HAV) — вірус, який належить до позитивно спрямованих одноланцюгових РНК-вірусів роду Hepatovirus / Enterovirus родини Пікорнавірусів. У роді має назву ентеровірус тип 70. Є збудником широко поширеного повсюдно в світі гепатиту А.

## Історичні факти
У 1973 році С. Фейнстоун виділив вірус із фекалій хворих за допомогою імунної електронної мікроскопії. Після відкриття вірусу виникли значні суперечки щодо природи його геному та класифікації вірусу. Це було вирішено молекулярним клонуванням геному в 1980-х роках, яке підтвердило, що це РНК-вмісний вірус, і віднесло вірус безпосередньо до пікорнавірусів. Ранні дослідження підтвердили його включення в рід ентеровірусів, але оскільки докази, що відрізняють його від інших пікорнавірусів, продовжували накопичуватися, його віднесли до нового роду Гепатовірус. Недавні дослідження показали, що вірус еволюційно відрізняється від інших пікорнавірусів не тільки з точки зору нуклеотидної послідовності свого геному, а й за структурою капсиду, який має спільні риси з вірусами примітивних комах. Хоча протягом багатьох років вважалося, що тільки люди та інші види приматів сприйнятливі до інфекції гепатовірусами, кілька різних видів гепатовірусу, тісно пов'язаних з ВГА людини, нещодавно було визнано у різних дрібних ссавців і тепер їх класифікують в межах одного роду. Ці відносно недавні уявлення привели до усвідомлення того, що вірус гепатиту A є справді стародавнім вірусом, який давно асоціюється із ссавцями. Класифіковано 13 видів роду Гепатовірус, які уражають ще й кажанів, гризунів, їжаків і землерийок. Серологічний аналіз свідчить про те, що вірус гепатиту А міг вперше з’явитися у гризунів. Було виявлено, що гепатовірус В, який уражає ластоногих, відокремився від вірусу гепатиту А приблизно 1800 років тому. Крім того, існує гепатовірус гімалайської молі, було показано, що цей вірус відрізняється від того, який уражав людиноподібних мавп приблизно 1000 років тому.

## Властивості вірусу
Зрілий віріон HAV являє собою невелику 27 нм, як правило, сферичну частинку без оболонки, з трьома основними капсидними білками, які інкапсидують одноланцюговий, позитивно спрямований геном РНК завдовжки близько 7,5 кб, який служить безпосередньо інформаційною РНК для трансляції білків, кодованих вірусом. Він радикально відрізняється від інших пікорнавірусів, які існують у формі оболонки і є надзвичайно стабільними як генетично, так і фізично, але виявилося, що його важко вивчати. Хоча є багато властивостей вірусу, які відрізняють його від інших пікорнавірусів, він має ряд спільних рис з іншими членами родини Picornaviridae, як то з роду Aphthovirus (вірус ящуру) і Cardiovirus (вірус енцефаломіокардиту). Його геномна організація також подібна до всіх інших пікорнавірусів, включаючи представників роду Enterovirus (наприклад, поліовірус) і Rhinovirus. Проте вірус гепатиту А класифікують як типовий вид окремого роду Hepatovirus. Дослідження на культурі клітин, включаючи різноманітні клітинні лінії приматів і неприматів, продемонстрували, що вірус демонструє тривалий цикл реплікації і зазвичай не є цитопатогенним, але формує стійку хворобу. Крім того, існують значні відмінності від інших пікорнавірусів щодо механізму процесингу поліпротеїнів та морфогенезу віріонів. На відміну від багатьох інших пікорнавірусів вірус гепатиту A не припиняє синтез клітинного білка в інфікованих клітинах. Однією з найцікавіших особливостей вірусу є його нещодавно визнана здатність до нелітичного вивільнення з інфікованих клітин у вигляді обгорнутих мембраною, квазіобгорнутих інфекційних віріонів (eHAV). Частинки eHAV мають специфічну інфекційність, подібну до оголеного віріону, і являють собою другу форму інфекційного вірусу. Їх механізм біогенезу виявляється унікальним серед пікорнавірусів.
Хоча вірус здатний інфікувати епітеліальні клітини кишечника людини, первинною мішенню є гепатоцит, і більшість вірусів, що виділяються з калом, проходять крізь печінку. Проходженню вірусу по жовчовивідних шляхах сприяє відсутність у оболонці ліпідів і дуже стабільна структура відкритого капсида.
Вірус був вперше розмножений у культурах експлантів печінки мармозетки та клонованій на лінії клітин нирки макаки резус (FRhK-6) за допомогою штаму вірусу (CR326), який був адаптований за допомогою кількох пасажів у мармозеток Saguinus mystax і Saguinus labiatus. Серед вірусів гепатитів людини тільки вірус гепатиту A може розмножуватися окремо в культурах клітин із помірною ефективністю. Первинна ізоляція вірусу дикого типу є важкою і часто тягне за собою період у кілька тижнів (або більше) між щепленнями клітинних культур і першим виявленням вірусного антигену.
Основними характеристиками вірусу в клітинних культурах є повільний ріст і низька врожайність порівняно з іншими пікорнавірусами, що, ймовірно, пов'язано з неефективним IRES, нездатністю припинення синтезу клітинного білка85 і дуже деоптимізованим використанням кодонів. Крім того, вірус залишається в основному асоційованим з клітинами, зазвичай не спричинює цитопатичного ефекту і легко призводить до постійно інфікованих клітинних ліній.

### Особливості реплікації при передачі вірусу
Вірус поширений у всьому світі з найвищим рівнем поширення. Поширеність зараження відбувається в регіонах, де низькі стандарти
санітарії сприяє передачі вірусу. Зараження зазвичай відбувається фекально-оральним механізмом передачі, пов'язане з інтенсивним виділення вірусу з фекаліями протягом 3-6 тижнів інкубаційного періоду, 8-21 днів після появи жовтяниці. Найбільша концентрація вірусу в калі припадає на двотижневий період до розвитку жовтяниці.
Збільшенням активності деяких ферментів у крові, жовтяниця та гостре запалення в печінці виникають внаслідок сильної імунної відповіді на вірусне вторгнення. Ця відповідь включає як клітинні, так і гуморальні ланки імунної системи. Антитіла, які нейтралізують вірус, з'являються на початку, а також HLA-обмежені, вірус-специфічні, цитотоксичні CD8+ Т-клітини знайдені у паренхімі печінки хворих на гепатит А.
Геном містить одну довгу відкриту рамку зчитування, оточену відносно довгим сегментом 5′UTR завдовжки 735 нуклеотидних нуклеотидів, що становить ~10% геному, і коротким сегментом 3′UTR завдовжки 63 нуклеотидні нуклеотиди. Обидва UTR містять значну вторинну структуру РНК. Складку 5′UTR було встановлено шляхом ідентифікації коваріантних нуклеотидних замін у кількох різних штамах ВГА та картування сайтів, де одноланцюгові та дволанцюгові РНК (dsRNA)-специфічні нуклеази розщеплюють синтетичну РНК. За невеликою 5' кінцевою шпилькою йдуть два потенційних псевдовузла, які можуть функціонувати як сигнали реплікації РНК, і короткий поліпіримідиновий тракт, pY1, що тягнеться від nts 99–138. Невеликі делеційні мутації в цій ділянці 5′UTR надають чутливий до температури фенотип реплікації, але тракт pY1 не важливий ні для ефективної реплікації в культивованих клітинах, ні для патогенності у приматів. Його функція, якщо така є, невідома. Далі вниз за течією, що включає 3'-половину 5'UTR, є серія складних структурних елементів, які діють як внутрішній сайт входу рибосоми (IRES) і керують незалежною від кеп-трансляції білків вірусу.

## Генотипи
Описано 6 генотипів вірусу, кожен з яких поділяється на цілий ряд субтипів та має характерні особливості географічного поширення.

## Вакцина
Враховуючи загрозу громадському здоров’ю, яку являє собою гепатит A, основним рушієм досліджень після виявлення вірусу була потреба в безпечній та ефективній вакцині. Було виявлено, що інактивовані вакцини можна виробляти з інфікованих клітинних культур, і що комерційно вироблені вакцини мають високий захист від гепатиту А.